# Flick Gocke Schaumburg
Flick Gocke Schaumburg ist eine deutsche Partnerschaft von Rechtsanwälten, Steuerberatern und Wirtschaftsprüfern. Gegründet wurde die Sozietät 1972 von Hans Flick und Rudolf Gocke in Bonn. Die Partnerschaft zählt 97 Innenpartner sowie 95 Assoziierte Partner. Die Kanzlei ist vornehmlich auf dem Gebiet des deutschen und internationalen Steuerrechts tätig. Hierzu gehört auch die Beratung in den Bereichen Bilanzrecht, Vermögensnachfolge, Stiftungsrecht, Recht der steuerbefreiten Organisationen, Steuer- und Wirtschaftsstrafrecht, Tax Compliance, Wirtschaftsprüfung und Unternehmensbewertung. Weitere Tätigkeitsgebiete sind Gesellschaftsrecht, Mergers & Acquisitions, Arbeitsrecht und Kartellrecht. Seit 2021 gehört Flick Gocke Schaumburg zu den zehn umsatzstärksten deutschen Kanzleien. Im Geschäftsjahr 2024 erwirtschaftete sie einen Umsatz von 258 Millionen Euro.

## Standorte

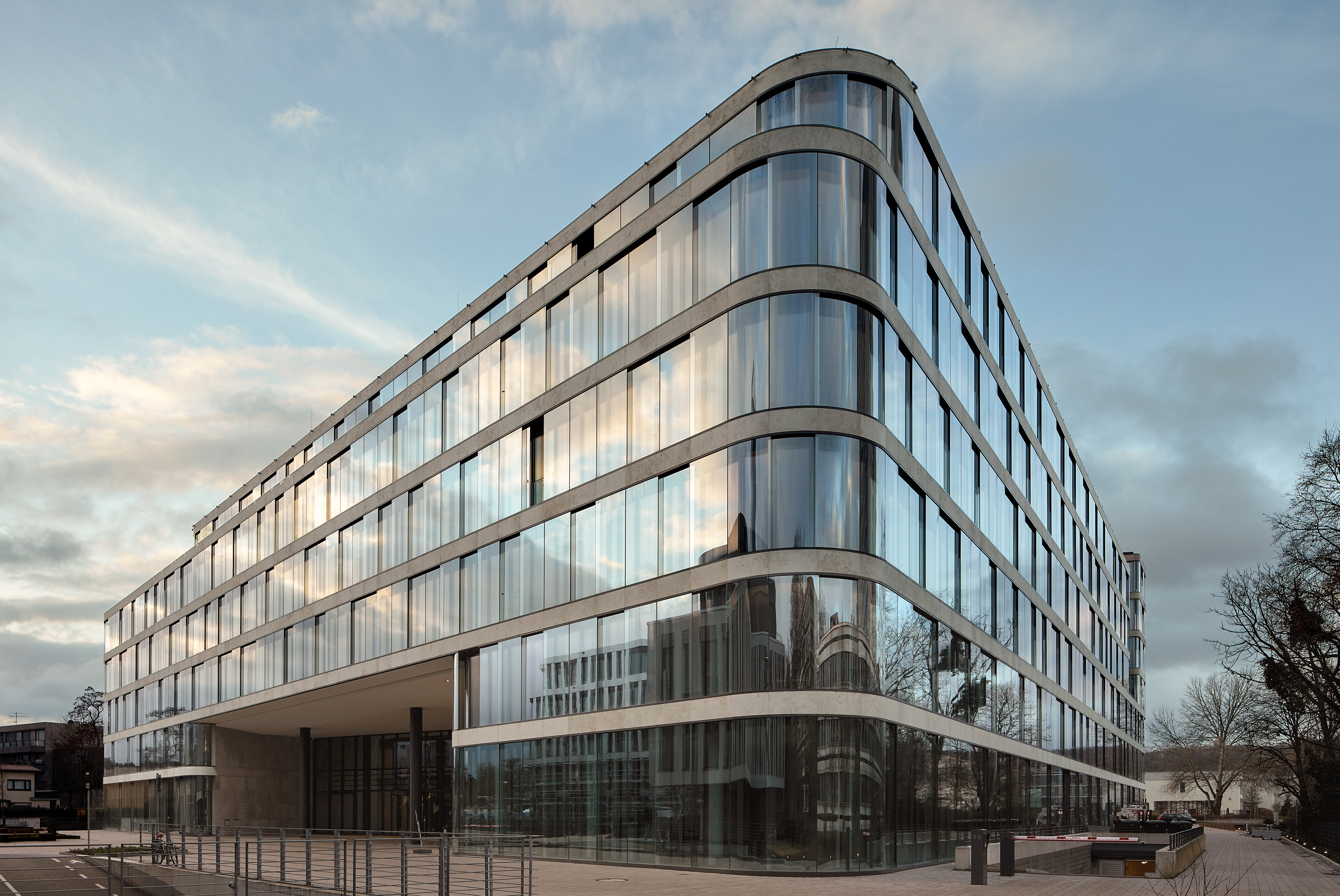
FGS Campus in Bonn

Flick Gocke Schaumburg hat Büros in Berlin, Bonn, Düsseldorf, Frankfurt am Main, Hamburg, München und Stuttgart. Der Hauptsitz der Sozietät ist der 2016 fertiggestellte „FGS Campus“ in Bonn. FGS arbeitet mit LeitnerLeitner, einem in Österreich und angrenzenden osteuropäischen Ländern tätigen Steuerberatungsunternehmen, zusammen. Seit 2015 ist die Kanzlei Mitglied des internationalen Steuernetzwerks Taxand.

## Mandate
- Der Mitgründer der Kanzlei, Harald Schaumburg, beriet 1995 Steffi Graf und deren Familie in den steuerstrafrechtlichen Ermittlungen.[8][9]
- Die Mehrzahl der DAX-notierten Konzerne lässt sich steuerlich von Flick Gocke Schaumburg beraten,[10] nach eigenen Angaben der Kanzlei sind es zwei Drittel der DAX-Unternehmen.[11]
- Die Kanzlei berät insbesondere große Energieversorger. So nahm sie 1999 die Umstrukturierung von Preussen Elektra vor und betreute später die Fusion der regionalen Gesellschaften Bayernwerk AG und Preussen Elektra sowie die Restrukturierung von E.ON.[12]
- Im Auftrag des Bayerischen Landtags erstellte Flick Gocke Schaumburg ein Rechtsgutachten über Pflichtverletzungen des früheren Vorstands der Bayerischen Landesbank.[13]
- Im Gesetzgebungsverfahren zu steuerlichen Änderungen holte der Deutsche Bundestag Stellungnahmen von Flick Gocke Schaumburg ein.[14][15]
- Das Landgericht München I gab bei Flick Gocke Schaumburg ein Gutachten über Pflichtverletzungen des Ex-Vorstands Georg Funke der Hypo Real Estate in Auftrag.[16]
- Karsten Randt fungierte als Sachverständiger für die öffentliche Anhörung im Deutschen Bundestag zu dem Entwurf eines Gesetzes zum Steuerabkommen vom 21. September 2011 zwischen der Bundesrepublik Deutschland und der Schweiz.[17]
- Flick Gocke Schaumburg beriet die Vattenfall GmbH bei der Rückübertragung des Fernwärmenetzes an die Stadt Hamburg.[18]
- Im Rechtsstreit um die Rückzahlung von Zinsen aus Genussrechten hat Flick Gocke Schaumburg für die Anleger der insolventen Infinus-Gruppe vertreten.[19]

Als eine der wenigen großen Kanzleien hatte sich Flick Gocke Schaumburg bewusst dagegen entschieden, in das vermeintlich lukrative Cum-Ex-Geschäft einzusteigen. Flick Gocke Schaumburg vertrat die Hamburger Privatbank M. M. Warburg anwaltlich vor dem Landgericht Bonn, das sich mit deren Cum-Ex-Steuerdeals befasste.

## Kontroverse
Eine investigative Recherche des ZDF legte im Dezember 2023 offen, dass Gerda Hofmann, damals Referatsleiterin (befasst unter anderem mit Erbschaftsteuer, Grundsteuer und Vermögensteuer) im Bundesfinanzministerium, im Sommer 2023 auf einer Fachtagung sprach, zu der Flick Gocke Schaumburg eingeladen hatten. Bei der Veranstaltung in Kronberg im Taunus soll es unter anderem um legale Steuersparmodelle für Hochvermögende gegangen sein. Den Teilnehmenden, darunter viele Vermögensberater, versprach Hofmann, dem möglichen Wegfall einer Steuerbegünstigung bei der Grunderwerbsteuer entgegenzuwirken. Der Auftritt – „nicht in dienstlicher Eigenschaft“ – löste eine Debatte über Nebenverdienste von Ministerialbeamten aus. Das Finanzministerium leitete ein Disziplinarverfahren gegen Hofmann ein. Anfang 2024 wurde sie in die Produktinformationsstelle Altersvorsorge versetzt. Dies soll laut ihrem Arbeitgeber aber nicht mit dem laufenden Disziplinarverfahren in Verbindung stehen.